# 카리클로
카리클로(Chariclo)는 그리스 신화에 나오는 님프이다. 먼저 아테나의 총애를 받던 님프 카리클로는 에베레스와의 사이에서 테이레시아스를 낳았다. 테이레시아스가 훗날 유명한 맹인 예언자가 된 데에는 여러 가지 신화가 전하는데, 그 가운데 카리클로와 관련된 이야기도 있다. 카리클로가 아테나를 모시고 목욕을 할 때, 근처에서 사냥을 하던 테이레시아스가 그 광경을 엿보게 되었다. 성난 아테나는 자신의 벌거벗을 몸을 본 테이레시아스의 시력을 빼앗아 버렸다. 아테나는 아들이 맹인이 된 것을 슬퍼하는 카리클로를 위로하기 위하여 테이레시아스에게 새의 말을 알아듣고 미래를 내다볼 수 있는 능력과 7세대를 살 수 있는 생명을 부여하였다는 것이다.